# Test Lachmana
Test Lachmana jest testem medycznym wykorzystywanym do diagnostyki pacjentów z podejrzeniem uszkodzenia więzadła krzyżowego przedniego (ACL) w stawie kolanowym.
Test Lachmana uważany jest przez wielu specjalistów za najbardziej wiarygodny i wrażliwy test kliniczny dla określenia urazu więzadła krzyżowego przedniego. Uznawany także za lepszy od testu szuflady, który był stosowany powszechnie w przeszłości.

## Badanie

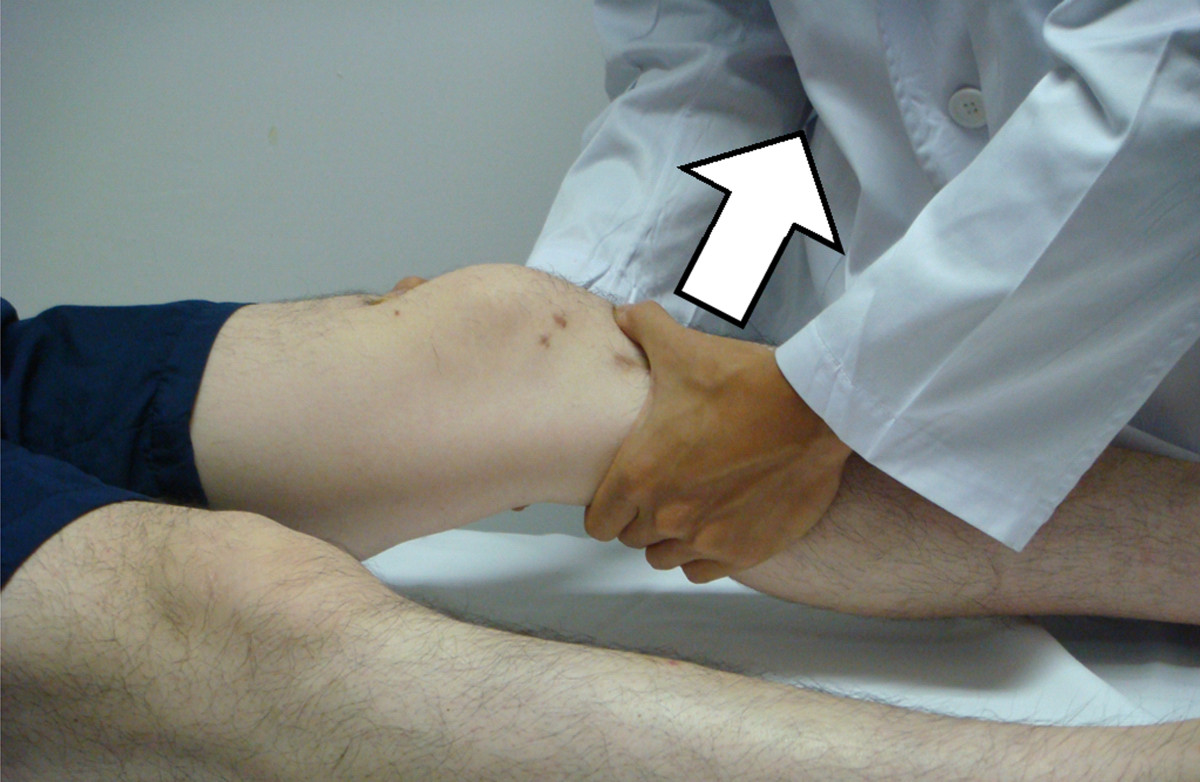
Test Lachmana

W celu przeprowadzenia badania należy ułożyć pacjenta na plecach. Kolano powinno być ułożone w zgięciu 20-30 stopni (celem rozluźnienia więzadeł pobocznych i pozostałych struktur i torebki stawu kolanowego). Jedna ręka badającego stabilizuje udo, druga ręka za podudziem. Ważne jest ułożenie kciuka na guzowatości kości piszczelowej. Badający wykonuje ruchy w przód i tył. Bardzo ważne by siła była przyłożona w kierunku przednio-tylnym, a nie prowadziła do przemieszczeń rotacyjnych podudzia. Nienaruszone więzadło krzyżowe przednie powinno uniemożliwić nadmierne wysuwanie podudzia względem uda, co można zaobserwować w przypadku urazu ACL. Dla porównania badający może przeprowadzić test na drugim kolanie.